# Porsche 909 Bergspyder
Der Porsche 909 Bergspyder war ein Rennwagen der Porsche KG, der 1968 speziell für die Europa-Bergmeisterschaft entwickelt wurde. Mit dem sehr leichten Wagen verfolgte Porsche das Ziel, nach 1966 und 1967 zum dritten Mal in Folge den Meisterschaftstitel zu gewinnen.
Der 909 Bergspyder wurde nur in zwei Rennläufen eingesetzt. Dennoch erreichte Porsche das Ziel und konnte mit Gerhard Mitter, der in den Rennen einen Porsche 910 Bergspyder fuhr, den Berg-EM-Gesamtsieg 1968 feiern.

## Entwicklung
Porsche begann unter der Führung des damaligen Entwicklungsleiters Ferdinand Piëch mit der Entwicklung des 909, da der im Vorjahr eingesetzte Porsche 910 Bergspyder durch ständige Modifikationen sehr schwer zu fahren war und der Hauptkonkurrent Ferrari für die Europa-Bergmeisterschafts-Rennsaison 1968 einen neuen Rennwagen angekündigt hatte.
Von dem Porsche 909 wurden insgesamt nur zwei Fahrzeuge hergestellt.

## Fahrzeugmerkmale

### Karosserie

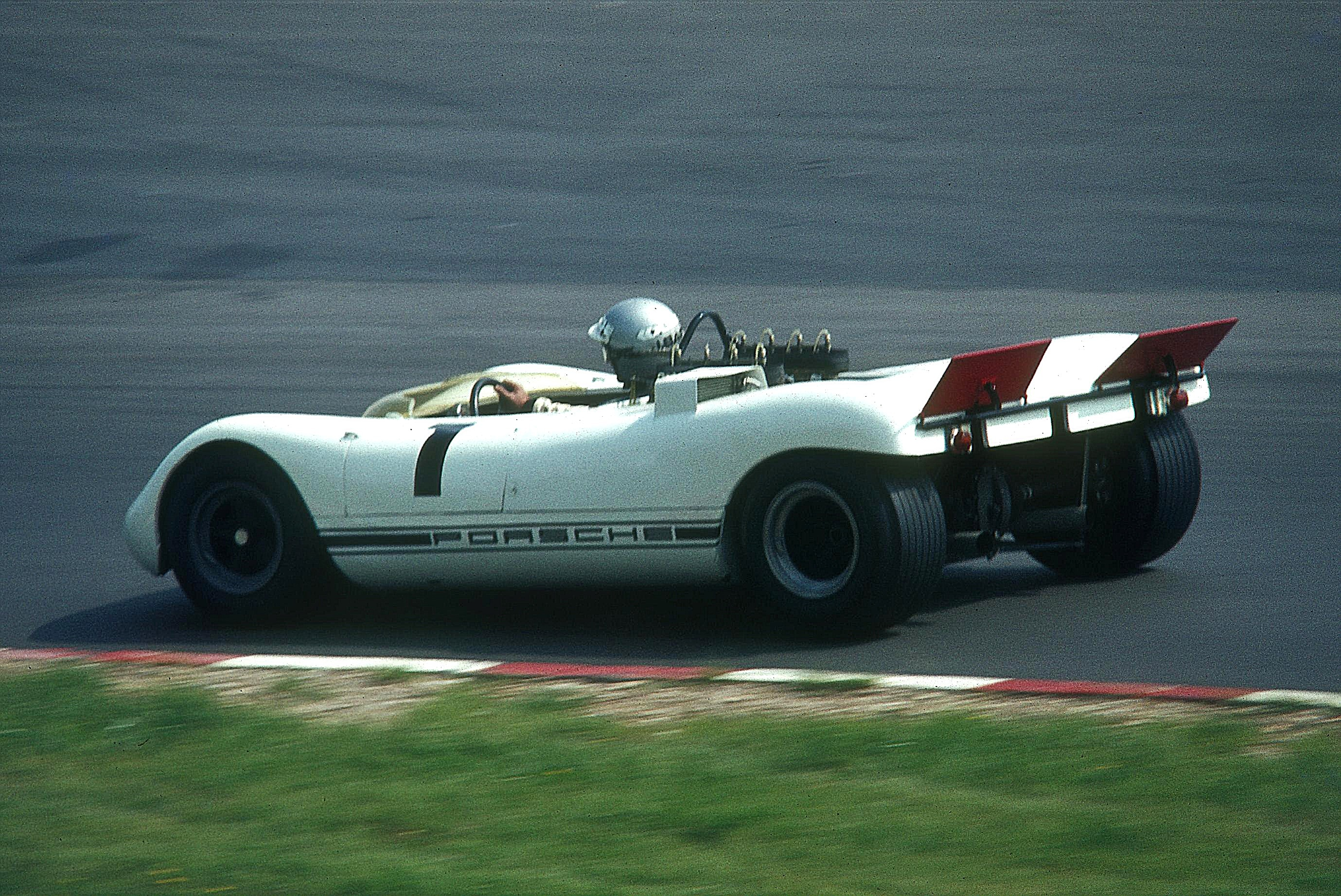
Porsche 909 bei einer Demonstrationsrunde auf dem Nürburgring (1981)

Die Karosserie des 909 entsprach im Aufbau weitgehend der des 910 Bergspyders. Sie war aus Kunststoff und mit dem leichten Aluminium-Gitterrohrrahmen verschraubt. Das offene Cockpit war zweisitzig ausgelegt und über zwei kleine Türen von der linken und rechten Fahrzeugseite erreichbar.
Der Bug und das Heck konnten jeweils als komplette Einheit vom Gitterrohrrahmen abgenommen werden. Der Bug hatte links und rechts zwei kleine Scheiben um den Luft-Anpressdruck während der Fahrt auf die Vorderachse zu erhöhen. Am Heck waren an den oberen äußeren Kanten zwei bewegliche Klappen, die durch die Radfederung gesteuert wurden.
Der Motor wurde weit in die Fahrzeugmitte platziert und das Getriebe vor der Hinterachse zwischen Motor und Sperrdifferential eingebaut um ein möglichst neutrales Fahrverhalten zu erreichen. Durch die Motoranordnung musste der Fahrersitz fast über der Vorderachse montiert werden.
Durch auf konsequenten Leichtbau ausgelegte Karosserie und Fahrzeugkomponenten war der 909 Bergspyder mit 430 kg Leergewicht (375 kg Trockengewicht) extrem leicht. Um dies zu erreichen, setzten die Entwickler teilweise ungewöhnliche Materialien und Techniken ein. So wurde kein konventioneller Kraftstoffbehälter mit Benzinpumpe, sondern ein sehr leichter 15 Liter Benzin fassender Druckspeicher aus Titan verwendet. Die Widerstände für die Zündanlage waren auf leichtem Balsaholz befestigt.

### Fahrwerk
Der Rennwagen hatte eine Einzelradaufhängung mit Querlenkern vorne und hinten und Längszugstreben vorne und Längsschubstreben hinten. Als Fahrzeugfederung wurden rundum Schraubenfedern mit hydraulischen Teleskop-Stoßdämpfern eingesetzt. Die vorderen Federn bestanden aus Titan. Die Bremsanlage arbeitete hydraulisch. Die Bremsscheiben waren in zwei Ausführungen vorhanden. Außer Bremsscheiben aus Grauguss wurden auch solche aus dem sehr leichten Beryllium eingesetzt. Da die Beryllium-Bremsscheiben sehr teuer herzustellen waren, wurde nur ein Fahrzeug damit ausgerüstet.
Für die Kraftübertragung auf die Straße sorgten an den beiden Achsen breite Räder. Die 13-Zoll-Leichtmetallguss-Räder waren an der Vorderachse 8 Zoll und an der Hinterachse 13 Zoll breit. Darauf wurden Reifen in den Dimensionen 4.75/10.00-13 vorne und 6.00/12.00-13 hinten montiert.

### Motor und Getriebe
Im 909 Bergspyder baute Porsche einen luftgekühlten Achtzylinder-Boxermotor mit 2 Litern Hubraum vom Typ 771 ein. Dieser Motor war bereits im Porsche 910 Bergspyder eingesetzt worden und im Renneinsatz erprobt. Im 909 leistete der Motor bei 9000/min maximal 202 kW (275 PS) und damit rund 3,7 kW (5 PS) mehr als im 910. Dieser Leistungszuwachs resultierte aus der Anhebung der Drehzahlgrenze um 200/min und einer Erhöhung der Verdichtung von 10,4 : 1 auf 10,5 : 1.
Als Benzinspeicher und -zufuhr verwendete Porsche aus Gewichtsgründen einen leichten 15-Liter-Druckspeicher aus Titan. Der Titan-Kugeltank enthielt im Innern eine Gummiblase, die vor dem Start mit 10 bar unter Druck gesetzt wurde und während des Rennens für den Druck im Kraftstoffsystem sorgte. In der Praxis erwies sich der Druckspeicher für den Einsatz mit dem Motor als nicht optimal.
Mit dem Fünfgang-Schaltgetriebe erreichte der Rennwagen eine Höchstgeschwindigkeit von etwa 250 km/h. Um einseitiges Durchdrehen an den Hinterrädern zu verhindern, wurde ein Lamellen-Sperrdifferential eingebaut.

## Rennhistorie
Mit dem 909 Bergspyder startete Porsche 1968 in der Rennwagen-Klasse der Europa-Bergmeisterschaft. Wegen der kurzen Entwicklungszeit konnte der Wagen kaum getestet werden. Die beiden Porsche-Werksfahrer Gerhard Mitter und Rolf Stommelen fuhren im Training der beiden Bergrennen am Gaisberg (8. September) und am Mont Ventoux (22. September) den neuen Bergspyder. Während sich Mitter für den älteren, jedoch erprobten Porsche 910 Bergspyder entschied, startete Stommelen mit dem 909.
In beiden Läufen gewann der spätere Meisterschaftsgewinner Gerhard Mitter. Rolf Stommelen kam wegen Motorproblemen am Gaisberg auf einen dritten Platz und am Mont Ventoux auf den zweiten Rang.
Nach den beiden Rennen wurde der Porsche 909 Bergspyder nicht mehr eingesetzt. Er diente jedoch später als Muster für die Entwicklung des Porsche 908/03.
| Europa-Bergmeisterschaft 1968 | Europa-Bergmeisterschaft 1968 | Europa-Bergmeisterschaft 1968 | Europa-Bergmeisterschaft 1968 | Europa-Bergmeisterschaft 1968 | Europa-Bergmeisterschaft 1968 |
| Rennen                        | Rennen                        | Rennen                        | Rennen                        | Rennen                        | Rennen                        |
| Pos.                          | Nr.                           | Team                          | Fahrer                        | Chassistyp                    | Motortyp                      |
| ----------------------------- | ----------------------------- | ----------------------------- | ----------------------------- | ----------------------------- | ----------------------------- |
| Gaisbergrennen                |                               |                               |                               |                               |                               |
| 3                             | 96                            | Porsche System Engineering    | Rolf Stommelen                | 909 Bergspyder                | 2,0 l                         |
| Bergrennen Mont Ventoux       |                               |                               |                               |                               |                               |
| 2                             | 2                             | Porsche System Engineering    | Rolf Stommelen                | 909 Bergspyder                | 2,0 l                         |

## Technische Daten
Der Porsche 909 wurde 1968 in folgender Ausführung produziert und eingesetzt:
| Porsche 909                | Daten                                                        |
| -------------------------- | ------------------------------------------------------------ |
| Motor:                     | 8-Zylinder-Boxermotor (Viertakt)                             |
| Hubraum:                   | 1991 cm³                                                     |
| Bohrung × Hub:             | 76,0 × 54,6 mm                                               |
| Leistung bei 1/min:        | 202 kW (275 PS) bei 9000                                     |
| Max. Drehmoment bei 1/min: | 202 Nm bei 7100                                              |
| Verdichtung:               | 10,5 : 1                                                     |
| Ventilsteuerung:           | je zwei obenliegende Nockenwellen, Königswellenantrieb       |
| Kühlung:                   | Luftkühlung (Gebläse)                                        |
| Getriebe:                  | 5-Gang-Getriebe, Sperrdifferenzial, Hinterradantrieb         |
| Bremsen:                   | Zweikreis-Scheibenbremsen                                    |
| Radaufhängung vorn:        | einzeln an doppelten Querlenkern mit Längszugstreben         |
| Radaufhängung hinten:      | einzeln an doppelten Querlenkern mit Längsschubstreben       |
| Federung vorn:             | Schraubenfedern mit hydraulischen Teleskop-Stoßdämpfern      |
| Federung hinten:           | Schraubenfedern mit hydraulischen Teleskop-Stoßdämpfern      |
| Karosserie:                | offene Kunststoffkarosserie mit Alu-Gitterrohrrahmen         |
| Spurweite vorn/hinten:     | 1470/1464 mm                                                 |
| Radstand:                  | 2264 mm                                                      |
| Reifen/Räder:              | VA: 4.75/10.00-13 auf 8J × 13 HA: 6.00/12.00-13 auf 12J × 13 |
| Maße L × B × H:            | 3448 × 1800 × 710 mm                                         |
| Leergewicht:               | 430 kg                                                       |
| Höchstgeschwindigkeit:     | ca. 250 km/h                                                 |

### Porsche-Datenbank
- Porsche 909 Bergspyder auf Porsche.com (Memento vom 23. März 2009 im Internet Archive)

### Bericht im Internet
- Autoleben – „Piëch und Porsche 909: Treffen der Extreme“ auf Auto, Motor und Sport.de